# Wolfhart Pannenberg
Wolfhart Pannenberg (Stettino, 2 ottobre 1928 – Monaco di Baviera, 4 settembre 2014) è stato un teologo tedesco.

## Biografia
Studia filosofia e teologia prima a Berlino poi ad Heidelberg, dove inizia ad insegnare negli anni cinquanta e dove sarà uno degli animatori del Circolo di Heidelberg. Successivamente sarà docente di teologia a Wuppertal, Magonza e Monaco di Baviera. Esponente del cristianesimo protestante esprime una teologia di ispirazione antropocentrica radicalmente critica nei confronti dell'autoritarismo presente nella religione cristiana. Sostiene, inoltre, con decisione un rinnovamento profondo all'interno della chiesa evangelica.

## Pensiero
(Wolfhart Pannenberg)
Il pensiero teologico di Pannenberg è caratterizzato dal tentativo post-illuminista di conciliare la fede e la ragione in una visione coerente, in parte in polemica con le concezioni della rivelazione proprie dei teologi Karl Barth e Rudolf Bultmann. Tale visione è incentrata sull'idea della storia come progressiva rivelazione di Dio. La stessa rivelazione è dunque da intendersi come graduale e incompleta, e il senso della venuta di Cristo nella storia è quello di una anticipazione a livello individuale di quel momento finale della piena autorivelazione. Il punto d'arrivo della storia, ovvero la fine del mondo, coincide per Pannenberg con il ricongiungimento dell'uomo con Dio, già desiderato da Adamo e anticipato dalla persona di Cristo (il "nuovo Adamo").

## Opere principali in lingua italiana
- Rivelazione come storia, Edizioni Dehoniane Bologna, Bologna 1969 (orig., 1963)
- La teologia e il Regno di Dio, Herder - Morcelliana, Roma - Brescia 1971 (orig., 1968)
- Che cosa è l'uomo? L'antropologia contemporanea alla luce della teologia, Morcelliana, Brescia 1974 (orig., 1962)
- Cristologia: lineamenti fondamentali, Morcelliana, Brescia 1974
- Questioni fondamentali di teologia sistematica. Raccolta di scritti, Queriniana, Brescia 1975
- Epistemologia e teologia, Queriniana, Brescia 1975, 19992 (orig., 1973)
- Il destino dell'uomo. Umanità, elezione e storia, Morcelliana, Brescia 1984 (orig., 1978)
- Antropologia in prospettiva teologica, Queriniana, Brescia 1987
- Teologia sistematica 1, Queriniana, Brescia 1990
- Teologia sistematica 2, Queriniana, Brescia 1994
- Teologia sistematica 3, Queriniana, Brescia 1996
- Fondamenti dell'etica. Prospettive filosofico-teologiche, Queriniana, Brescia 1998
- Teologia e filosofia. Il loro rapporto alla luce della storia comune, Postfazione di Giuliano Sansonetti, Queriniana, Brescia 1999, 20204
- Storia e problemi della teologia evangelica contemporanea in Germania. Da Schleiermacher fino a Barth e Tillich, Queriniana, Brescia 2000

## Opere secondarie
- Bradshaw, Timothy, 1988. Trinity and ontology: a comparative study of the theologies of Karl Barth and Wolfhart Pannenberg. Edinburgh: Rutherford House Books.
- Case, Jonathan P., 2004, "The Death of Jesus and the Truth of the Triune God in Wolfhart Pannenberg and Eberhard Jüngel," Journal for Christian Theological Research 9: 1–13.
- Fukai, Tomoaki, 1996. Paradox und Prolepsis: Geschichtstheologie bei Reinhold Niebuhr und Wolfhart Pannenberg. Marburg
- Grenz, S. J., 1990. Reason for Hope: The Systematic Theology of Wolfhart Pannenberg. New York: Oxford.
- --------, "Pannenberg on Marxism: Insights and Generalizations," The Christian Century (30 September 1987): 824–26.
- --------, "Wolfhart Pannenberg's Quest for Ultimate Truth," The Christian Century (14–21 September 1988): 795–98.
- Gibellini, Rosino, Teologia e ragione. Itinerario e opera di Wolfhart Pannenberg (Giornale di teologia 122), Queriniana, Brescia 1980, ISBN 9788839906229
- Lischer, Richard, "An Old/New Theology of History," The Christian Century (13 March 1974): 288–90.
- Don H. Olive, 1973. Wolfhart Pannenberg-Makers of the Modern Mind. Word Incorporated, Waco, Texas.
- Page, James S., 2003, "Critical Realism and the Theological Science of Wolfhart Pannenberg: Exploring the Commonalities," Bridges: An Interdisciplinary Journal of Philosophy, Theology, History and Science 10(1/2): 71–84.
- Shults, F. LeRon, 1999. The Postfoundationalist Task of Theology: Wolfhart Pannenberg and the New Theological Rationality. Grand Rapids, MI: Eerdmans.
- Tipler, F. J., 1989, "The Omega Point as Eschaton: Answers to Pannenberg's Questions for Scientists," Zygon 24: 217–53. Followed by Pannenberg's comments, 255-71.
- --------, 1994. The Physics of Immortality: Modern Cosmology, God and the Resurrection of the Dead. New York: Doubleday.
- --------, 2007. The Physics of Christianity. New York: Doubleday.
- Tupper, E. F., 1973. The Theology of Wolfhart Pannenberg. Philadelphia: Westminster press.
- Woo, B. Hoon, 2012. "Pannenberg's Understanding of the Natural Law", Studies in Christian Ethics 25 (3/4): 346–366.
- Gué, Xavier, 2016, La christologie de Wolfhart Pannenberg. De la modernité à la postmodernité Zürich: LIT Verlag.  ISBN 978-3643907028